# Horcona
Hormigones y Construcciones de Aragón, SL (Horcona) es una empresa dedicada a la fabricación de hormigón y que posee filiales en otros campos, como la producción de biocombustibles

## Ecofuel
Ecofuel es la filial de Horcona para la producción de biocombustibles.
Ecofuel fabrica biocombustibles a partir de jatrofa curcas y de microalgas.

### Ecofuel
- Ecofuel
- Biomar
- Horcona y Biomar producirán biodiésel de algas
- Ecofuel, filial energética de Horcona instalará una planta piloto de biodiésel a partir de microalgas Aragón (enlace roto disponible en Internet Archive; véase el historial, la primera versión y la última)..

- Datos: Q5902056